# Lussat (Puy-de-Dôme)
 (mai 2014).
Pour les articles homonymes, voir Lussat.
Lussat est une commune française, située dans le département du Puy-de-Dôme en région Auvergne-Rhône-Alpes. Elle fait partie de l'aire d'attraction de Clermont-Ferrand.
Il ne faut pas la confondre avec Lussat, commune de la Creuse située en distance orthodromique, 77 km au nord-ouest.

## Géographie

### Localisation
Lussat se situe à 415 km de Paris et 15 km de Clermont-Ferrand, dans la plaine de la Limagne. Elle appartient à la communauté d'agglomération Riom Limagne et Volcans.
La commune a la particularité d'être composée de deux villages, Lussat et Lignat.
Elle jouxte six communes :
Les communes limitrophes sont Chappes, Chavaroux, Malintrat, Les Martres-d'Artière, Pont-du-Château et Saint-Beauzire.
| Saint-Beauzire | Chappes | Chavaroux             |
|                | Lussat  | Les Martres-d'Artière |
| Malintrat      |         | Pont-du-Château       |

### Géologie et relief

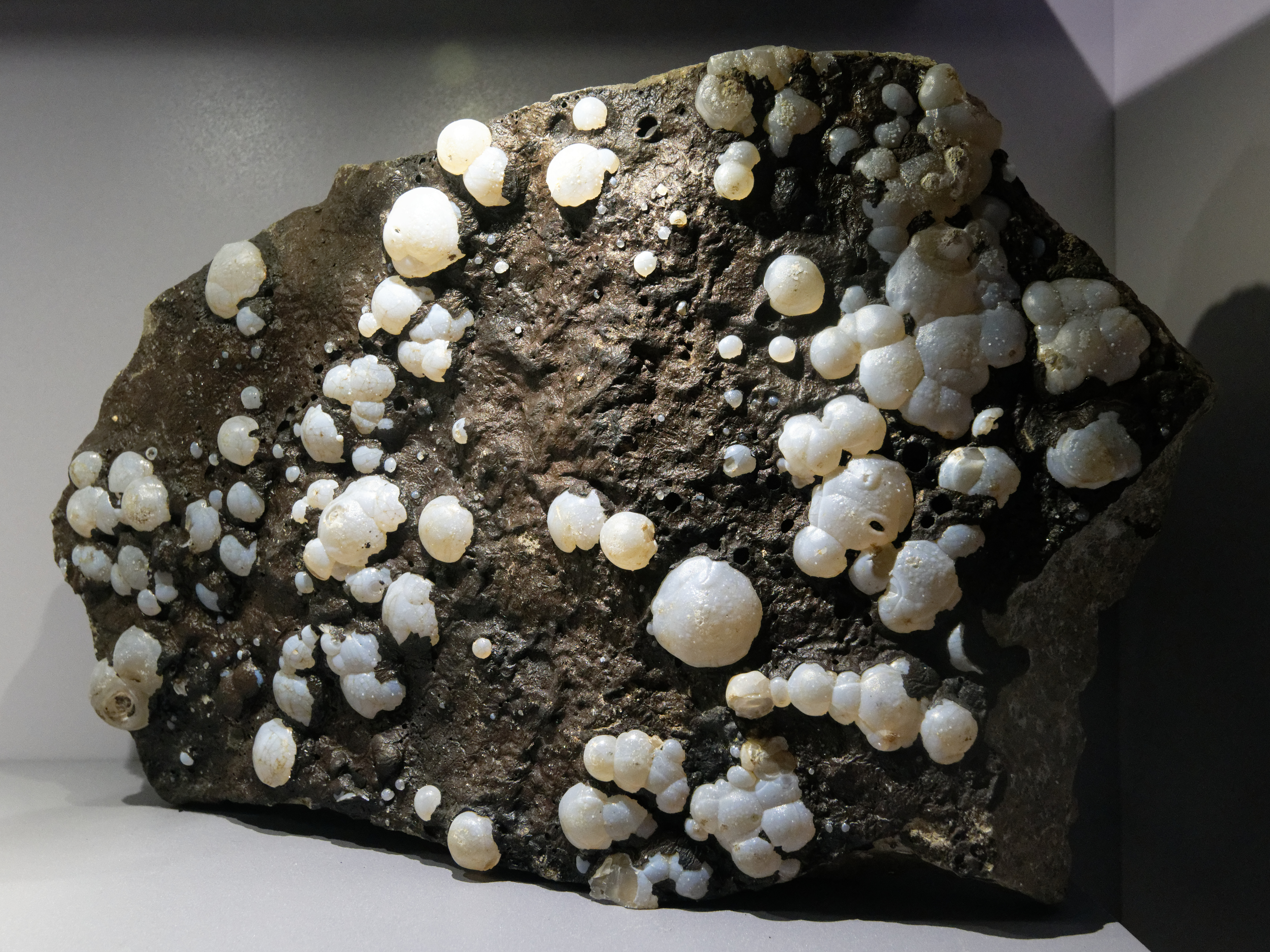
Opale-CT (lussatite) sur calcaire bitumineux provenant de Lussat, exposée au Muséum national d'histoire naturelle.

Le point culminant de la commune est le lieu-dit « La Motte ». C'est sur ce site qu'a été découvert et identifié au XIXe siècle un minéral particulier : la lussatite. Il s'agit d'une calcédoine guttulaire ; ce sont des petits cristaux blanc translucides. C'est un minéral très rare. Un échantillon de lussatite est exposé dans un musée à New York.

### Hydrographie
La rivière la plus proche est l'Allier. Autrefois, la commune était traversée par la Tiretaine, rivière souterraine de Clermont-Ferrand.

### Climat
Pour des articles plus généraux, voir Climat d'Auvergne-Rhône-Alpes et Climat du Puy-de-Dôme.
En 2010, le climat de la commune est de type climat océanique dégradé des plaines du Centre et du Nord, selon une étude du Centre national de la recherche scientifique s'appuyant sur une série de données couvrant la période 1971-2000. En 2020, Météo-France publie une typologie des climats de la France métropolitaine dans laquelle la commune est exposée à un climat de montagne ou de marges de montagne et est dans la région climatique  Nord-est du Massif Central, caractérisée par une pluviométrie annuelle de 800 à 1 200 mm, bien répartie dans l’année. 
Pour la période 1971-2000, la température annuelle moyenne est de 11,3 °C, avec une amplitude thermique annuelle de 16,3 °C. Le cumul annuel moyen de précipitations est de 595 mm, avec 8 jours de précipitations en janvier et 6,9 jours en juillet. Pour la période 1991-2020, la température moyenne annuelle observée sur la station météorologique de Météo-France la plus proche, « Clermont-Ferrand », sur la commune de Clermont-Ferrand à 12 km à vol d'oiseau, est de 12,1 °C et le cumul annuel moyen de précipitations est de 563,4 mm,. Pour l'avenir, les paramètres climatiques de la commune estimés pour 2050 selon différents scénarios d'émission de gaz à effet de serre sont consultables sur un site dédié publié par Météo-France en novembre 2022.

## Urbanisme

### Typologie
Au 1er janvier 2024, Lussat est catégorisée commune rurale à habitat dispersé, selon la nouvelle grille communale de densité à sept niveaux définie par l'Insee en 2022.
Elle est située hors unité urbaine. Par ailleurs la commune fait partie de l'aire d'attraction de Clermont-Ferrand, dont elle est une commune de la couronne,. Cette aire, qui regroupe 209 communes, est catégorisée dans les aires de 200 000 à moins de 700 000 habitants,.

### Occupation des sols
L'occupation des sols de la commune, telle qu'elle ressort de la base de données européenne d’occupation biophysique des sols Corine Land Cover (CLC), est marquée par l'importance des territoires agricoles (92,7 % en 2018), en diminution par rapport à 1990 (93,7 %). La répartition détaillée en 2018 est la suivante : terres arables (91 %), zones urbanisées (5,6 %), zones industrielles ou commerciales et réseaux de communication (1,7 %), zones agricoles hétérogènes (1,7 %). L'évolution de l’occupation des sols de la commune et de ses infrastructures peut être observée sur les différentes représentations cartographiques du territoire : la carte de Cassini (XVIIIe siècle), la carte d'état-major (1820-1866) et les cartes ou photos aériennes de l'IGN pour la période actuelle (1950 à aujourd'hui).

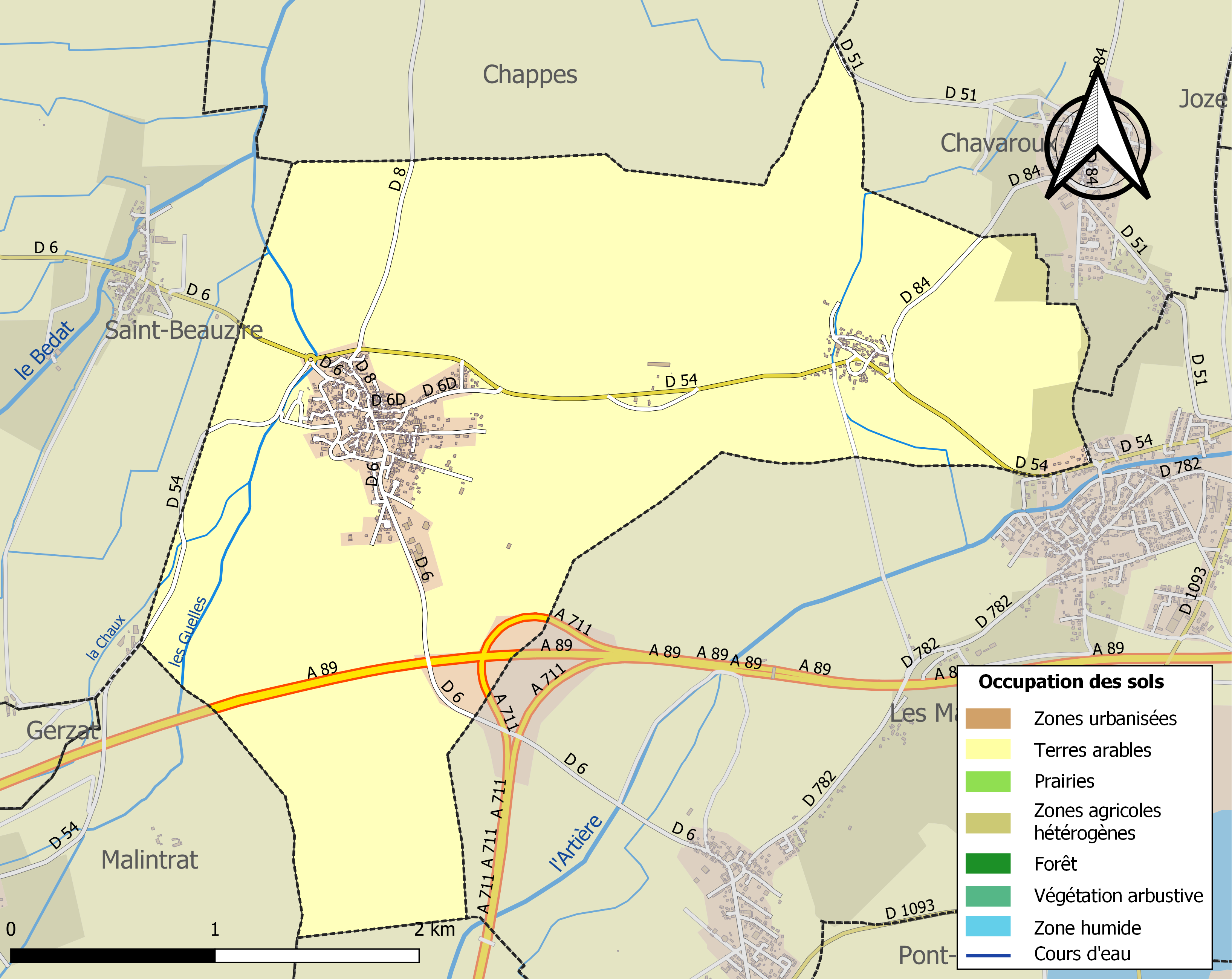
Carte des infrastructures et de l'occupation des sols de la commune en 2018 (CLC).

### Voies de communication et transports
L'autoroute A89 passe au sud de la commune, qui ne bénéficie pas d'accès direct.
Le territoire communal est traversé par les routes départementales 6 (en direction de Saint-Beauzire et de Pont-du-Château), 8 (au nord vers Chappes), 54 (Malintrat et les Martres-d'Artière) et 84 (Chavaroux). Il existe une RD 6c traversant le village.
Les gares SNCF les plus proches sont Riom - Châtel-Guyon et Pont-du-Château.
Lussat est desservie par le transport à la demande du réseau RLV Mobilités permettant aux usagers de rejoindre Chappes, Ennezat, Riom, Saint-Beauzire ou tout autre point d'arrêt de la zone TAD 2 couvrant les communes de l'est de la communauté d'agglomération.

## Histoire

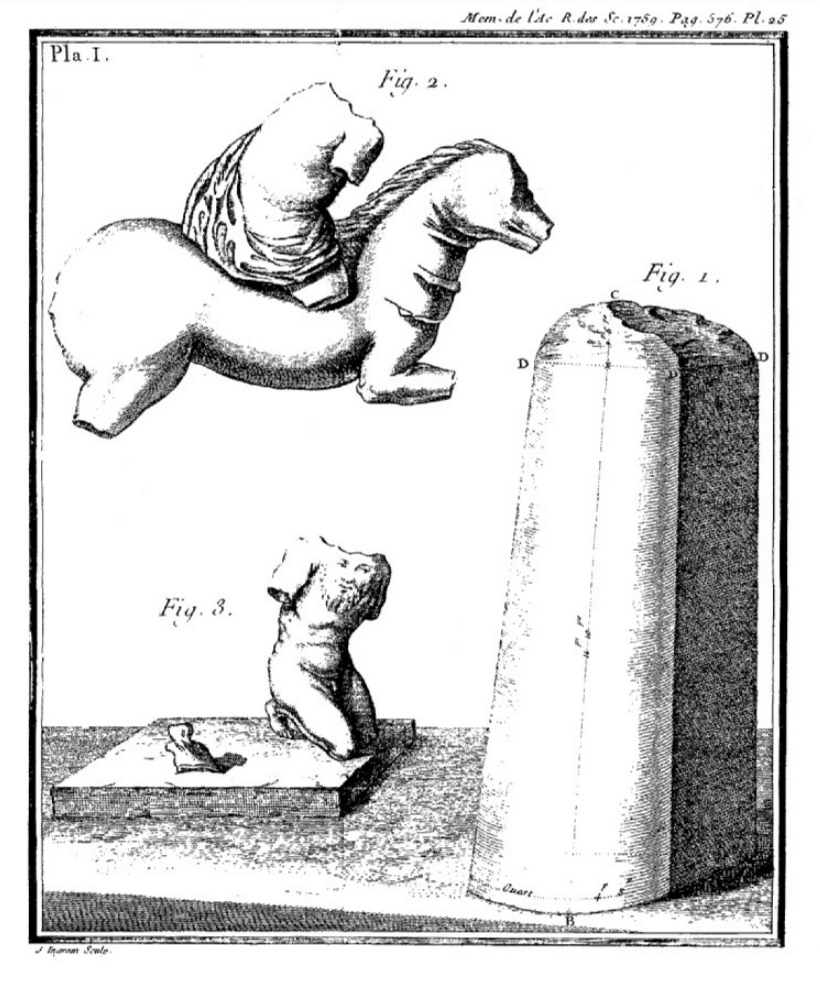
En haut à gauche : statue équestre et figure humaine agenouillée, trouvées sur Lussat avant 1759.

Le territoire communal a livré plusieurs découvertes archéologiques, dont une incinération gallo-romaine rarement étudiée dans la région.
Fossés de drainage antiques
Deux fossés de drainage ont été trouvés. L'un est à l'est et nord-est du village, l'autre au sud.
Celui à l'est et nord-est du village est long d'environ 1 km. Il se dirige dans une direction approximative nord-sud de part et d'autre de la D54, puis forme un coude vers l'ouest en direction du village. Sa profondeur est de 2 m, pour 2 m de largeur au sommet et 0,5 m au fond (profil en V). Il est accompagné de nombreux aménagements : 11 puits droits, 2 puits en cloche, 5 structures qui sont peut-être des puits elles aussi, plusieurs fossés secondaires, 31 rigoles (et peut-être 4 autres rigoles), un drain en briques et pierres, et une sépulture. Des poteries donnent comme datation la période gallo-romaine précoce, d'autres artéfacts datent de l'âge de Fer et quelques-uns datent de la Préhistoire.
La sépulture est une incinération du milieu du Ier siècle. Elle est accompagnée d'orge commune (985 grains), de lentille cultivée (113 graines), de pois cultivé (53 graines) et d'un grain de graminée non identifié. Avec cette sépulture se trouvait aussi un assez grand nombre de poteries ; Collis et al. mentionnent pour certaines d'entre elles une possible provenance de la Graufesenque — rappelons que les immenses ateliers de poterie de Lezoux se trouvent à seulement 12 km à l'est de Lussat, que dans ses premiers temps Lezoux a beaucoup imité les poteries de la Graufesenque et qu'au milieu du Ier siècle il est sur le point d'éclipser ce dernier, qui de plus se trouve à environ 230 km au sud. Enfin, en 1990 (date de la publication de Collis), la production des ateliers de Lezoux n'était pas aussi bien connue que seulement 20 ans plus tard, le gros des études sur ces ateliers ayant commencé précisément avec les années 1990.
Une autre sépulture, momifiée celle-là, a été découverte au XVIIIe siècle. La statue équestre ci-contre se trouvait à quatre ou cinq cent pas de cette sépulture.
Comme toutes les villes dont le nom se termine par « at », Lussat-Lignat est d'origine médiévale.

## Politique et administration

### Liste des maires
La mairie a été construite en 1835. C'est le plus vieil édifice de la commune.
| Période                                  | Période                   | Identité               | Étiquette | Qualité                                         |
| ---------------------------------------- | ------------------------- | ---------------------- | --------- | ----------------------------------------------- |
| Les données manquantes sont à compléter. |                           |                        |           |                                                 |
| 1800                                     | 1802                      | Giraud Germain         |           |                                                 |
| 1802                                     | 1809                      | Mathias Cohade         |           |                                                 |
| 1809                                     | 1811                      | Antoine Germain        |           |                                                 |
| 1811                                     | 1814                      | Mathias Cohade         |           |                                                 |
| 1814                                     | 1825                      | Michel Germain         |           |                                                 |
| 1825                                     | 1832                      | Annet Germain          |           |                                                 |
| 1832                                     | 1836                      | Benoît Pérousat        |           |                                                 |
| 1836                                     | 1840                      | Pierre Lavie           |           |                                                 |
| 1840                                     | 1841                      | Annet Germain-Rouchier |           |                                                 |
| 1841                                     | 1858                      | Germain Fervel         |           |                                                 |
| 1858                                     | 1859                      | ?                      |           |                                                 |
| 1859                                     | 1872                      | Charles Tabarier       |           |                                                 |
| 1872                                     | 1873                      | Rémy Bassin            |           |                                                 |
| 1873                                     | 1874                      | François Lavie         |           |                                                 |
| 1874                                     | 1892                      | Aventin Bassin         |           |                                                 |
| 1892                                     | 1894                      | Baptiste Lastiolas     |           |                                                 |
| 1894                                     | 1900                      | François Bassin        |           |                                                 |
| ...                                      | ...                       | ...                    | ...       | ...                                             |
| mars 1988                                |                           | M. Monnet              |           |                                                 |
| mars 1995                                | mai 2020                  | Christian Arveuf       |           | 11e vice-président de la communauté de communes |
| mai 2020                                 | En cours (au 2 juin 2020) | Dominique Duché        |           |                                                 |

### Rattachements administratifs et électoraux
Sur le plan administratif, Lussat a fait partie :
- sous l'an II, du district de Clermont-Ferrand et du canton de Gerzat ;
- de 1801 à 2016, de l'arrondissement de Clermont-Ferrand et de 1801 à mars 2015, du canton de Pont-sur-Allier (puis de Pont-du-Château). À la suite du redécoupage des cantons du département (décret du 21 février 2014, la commune est rattachée au canton d'Aigueperse[24].

Les limites territoriales des cinq arrondissements du Puy-de-Dôme ont été modifiées afin que chaque nouvel établissement public de coopération intercommunale à fiscalité propre soit rattaché à un seul arrondissement au 1er janvier 2017. La communauté d'agglomération Riom Limagne et Volcans à laquelle appartient la commune est rattachée à l'arrondissement de Riom ; aussi, Lussat est passée le 1er janvier 2017 de l'arrondissement de Clermont-Ferrand à celui de Riom.

## Population et société

### Démographie
L'évolution du nombre d'habitants est connue à travers les recensements de la population effectués dans la commune depuis 1793. Pour les communes de moins de 10 000 habitants, une enquête de recensement portant sur toute la population est réalisée tous les cinq ans, les populations de référence des années intermédiaires étant quant à elles estimées par interpolation ou extrapolation. Pour la commune, le premier recensement exhaustif entrant dans le cadre du nouveau dispositif a été réalisé en 2008.

En 2022, la commune comptait 944 habitants, en évolution de +2,72 % par rapport à 2016 (Puy-de-Dôme : +2,1 %, France hors Mayotte : +2,11 %).
| 1793 | 1800  | 1806 | 1821 | 1831 | 1836 | 1841 | 1846 | 1851 |
| ---- | ----- | ---- | ---- | ---- | ---- | ---- | ---- | ---- |
| 450  | 1 015 | 658  | 791  | 812  | 873  | 873  | 961  | 966  |

| 1856 | 1861 | 1866 | 1872 | 1876 | 1881 | 1886 | 1891 | 1896 |
| ---- | ---- | ---- | ---- | ---- | ---- | ---- | ---- | ---- |
| 978  | 944  | 962  | 925  | 912  | 962  | 840  | 789  | 777  |

| 1901 | 1906 | 1911 | 1921 | 1926 | 1931 | 1936 | 1946 | 1954 |
| ---- | ---- | ---- | ---- | ---- | ---- | ---- | ---- | ---- |
| 784  | 798  | 748  | 642  | 620  | 600  | 555  | 492  | 542  |

| 1962 | 1968 | 1975 | 1982 | 1990 | 1999 | 2006 | 2008 | 2013 |
| ---- | ---- | ---- | ---- | ---- | ---- | ---- | ---- | ---- |
| 563  | 557  | 602  | 653  | 765  | 713  | 826  | 858  | 910  |

| 2018 | 2022 | - | - | - | - | - | - | - |
| ---- | ---- | - | - | - | - | - | - | - |
| 916  | 944  | - | - | - | - | - | - | - |

### Enseignement
Lussat possède une école construite en 1885 : "L'école des Marronniers". À l'époque, cette école n'était pas mixte, c'était l'école des garçons. Les filles étaient éduquées dans une salle de la mairie. L'association « Lussat Autrefois » a retrouvé dans les archives la trace d'un instituteur en 1792.
Depuis sa construction, le préau, la maternelle, les barrières, une salle de classe ont été ajoutés.
Dans une des classes de l'école, une plaque rend hommage à Gaston Meyvial, instituteur de l'école, mort pour la France en 1914.
Les collégiens se rendent à Pont-du-Château et les lycéens à Clermont-Ferrand :
- aux lycées Blaise-Pascal ou Jeanne-d'Arc pour les filières générales ;
- aux lycées Lafayette ou Roger-Claustres pour la filière STI2D ;
- au lycée Sidoine-Apollinaire pour la filière STMG.

### Sports
Les Lussatois peuvent pratiquer plusieurs sports : le tennis, le basket, la gymnastique, la danse, le twirling-bâton, le tennis de table, la pétanque, le cyclisme ou le paintball.
Le village compte un boulodrome, une aire de plateau de terrains de jeux extérieurs, un terrain de grands jeux avec deux terrains, ainsi qu'un gymnase, d'après la base permanente des équipements de 2014.

## Économie
Lussat bénéficie d'une maison communale et a construit une médiathèque.

### Entreprises
Des entreprises sont installées dont Terrassements Semonsat, Roux Jourfier et l'entreprise Demas.

### Agriculture
Lussat est un village rural ; il comptait, en 2010, quinze exploitations agricoles, dont une exploitation d'élevage. Les agriculteurs cultivent du maïs, du blé, du tournesol, des légumes (pommes de terre, navets, betteraves) et de la vigne.

### Commerce
La base permanente des équipements de 2014 recense une boulangerie. La commune possède aussi un coiffeur et un bar-tabac, ce dernier faisant office de poste.

## Culture et patrimoine

### Lieux et monuments
Du château de Lignat, il ne reste plus que deux tours, un pont, et des ruines. La mairie l'a acheté et va l'aménager.
La ville compte un monument aux morts composé de quatre obus et d'une stèle où sont inscrits les noms des 18 Lussatois morts pour la France, dont l'instituteur, Gaston Meyvial.